# 동부 남슬라브어군
동부 남슬라브어군은 발칸반도 동쪽의 북마케도니아, 불가리아 지역의 슬라브어파 언어들의 어군이다. 이 어군에 속한 고대 교회 슬라브어는 슬라브어파의 언어들 중에서도 가장 오래전에 기록된 언어로 언어학적 가치가 매우 크다.

## 분류

### 주요 언어
- 고대 교회 슬라브어 (사멸)
  - 교회 슬라브어
- 마케도니아어
- 불가리아어

### 소수 언어
- 그리스 슬라브어
- 바나트 불가리아어